# Galeria Tretiakov
A Galeria Estatal Tretiakov é um museu russo dedicado à preservação e divulgação da arte nacional da Rússia. Localiza-se em Moscou, nas proximidades do Kremlin. Seu acervo é voltado exclusivamente para a arte russa ou para artistas que tenham tido algum contato estreito com ela, e é um dos mais importantes do mundo em seu gênero. Atualmente a Galeria Tretiakov possui mais de 130 mil itens que vão desde o século XI até a contemporaneidade.
A Galeria foi fundada em 1856 com as primeiras aquisições de obras pelo colecionador Pavel Mikhailovitch Tretiakov, entre artistas contemporâneos seus, com o objetivo declarado de criar um acervo de arte nacional acessível para todas as pessoas. Passou então a adquirir uma série de peças e em 1892 foi aberta ao público sua galeria particular com 1276 pinturas, 471 obras em papel e 10 esculturas de artistas russos, e 84 pinturas de mestres estrangeiros. Muitas destas obras seguiam linhas arrojadas para a época, consideradas mesmo ofensivas, e o colecionador sofreu por diversas vezes pressões e críticas de figuras da religião e da política.
Com o advento da Revolução Russa, a Galeria foi desapropriada e declarada museu estatal em 3 de junho de 1918, sendo criado concominantemente um fundo para a continuidade dos trabalhos, agora sob administração do Estado russo. Nas décadas seguintes o prédio passou por reformas destinadas a melhorar sua infraestrutura expositiva, recebendo instalações elétricas, ar condicionado e ampliações em seus espaços com a construção de novas alas e a incorporação da Igreja de São Nicolau ao complexo do museu.
Durante a II Guerra Mundial, seguindo o exemplo de outros museus, a coleção foi transferida para o interior do país, para ser posta a salvo de eventuais bombardeios e saques. No verão de 1941 um trem com 17 vagões cheios de obras de arte partiu para Novosibirsk, onde o acervo foi guardado até 1945, voltando então para sua sede em Moscou. Em 1985 a Galeria Estatal de Retratos foi fundida com a Tretiakov, passando a constituir uma única instituição, que foi fechada ao público a fim de reorganizar sua estrutura administrativa e espaços de exposição, reabrindo para visitas somente em 1995.
Atualmente a coleção é exposta em dois prédios principais:

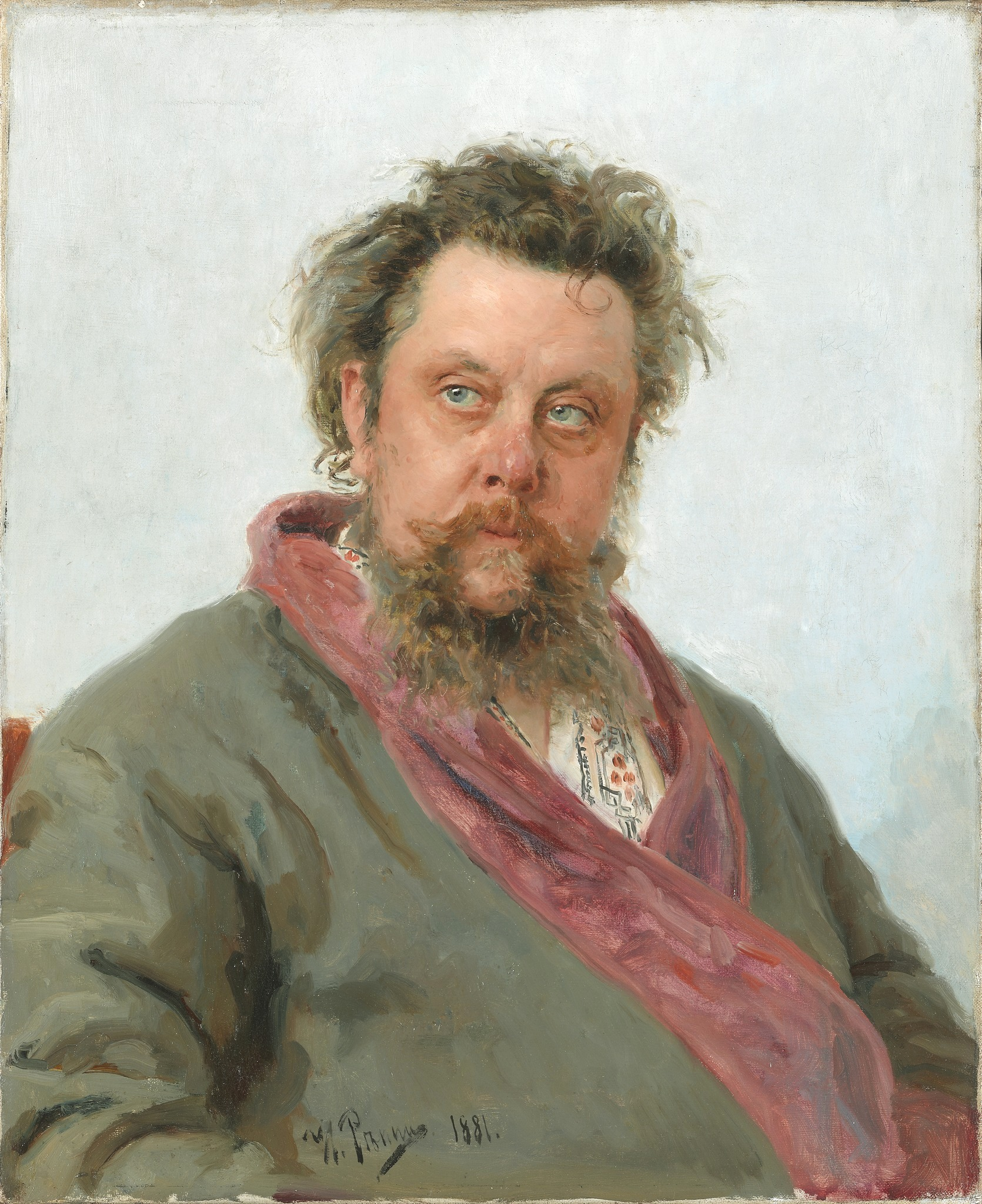
Repin: Retrato de Modest Mussorgsky.

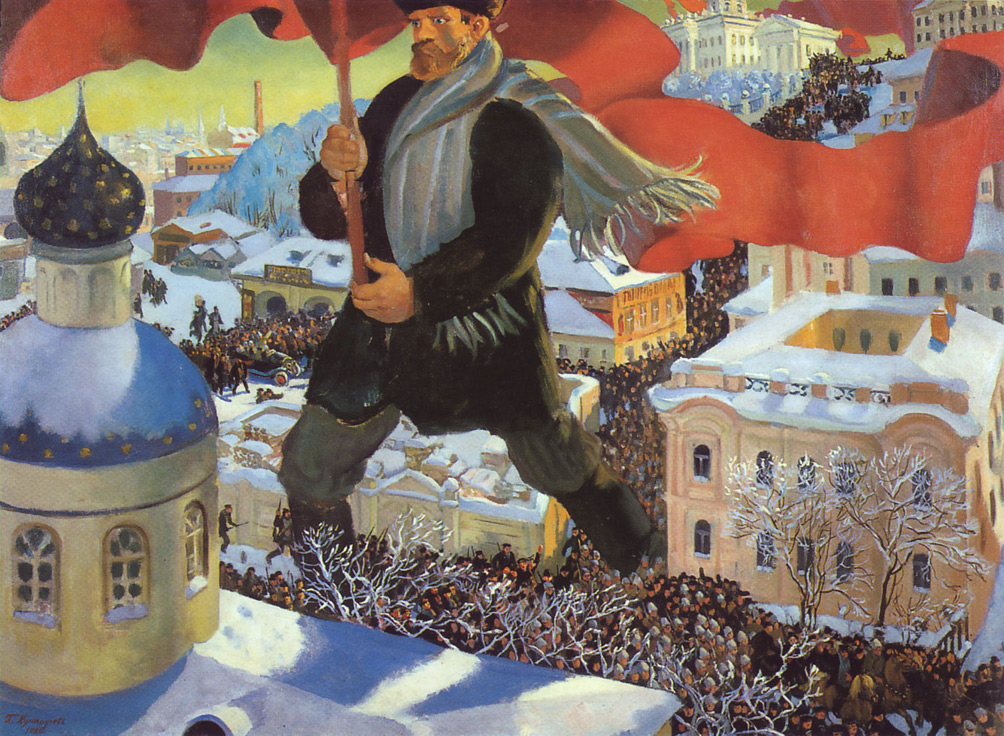
Kustodiyev: Bolchevique, 1920.

- A Galeria Tretiakov em Lavrushinski Pereulok, instalada em um prédio histórico desenhado por Viktor Vasnetsov, com obras variadas do século XI até o início do século XX, com destaque para a excepcional coleção de ícones. Este complexo engloba também o Edifício da Engenharia, que serve para exposições temporárias, e a Igreja-Museu de São Nicolau em Tolmachi, uma edificação preciosa erguida entre os séculos XVII e XIX, com uma coleção de ícones dos quais o mais célebre é a venerada Teótoco de Vladimir, do século XII.
- A Galeria Tretiakov em Krymski Val exibe a coleção do século XX, incluindo peças importantes da vanguarda russa, com obras de Malevich, Kandinsky, Chagall, Filonov e Popova; peças do período do realismo socialista, e da segunda geração de vanguarda dos anos 60 até os anos 80.

A Galeria mantém ainda projetos subsidiários em outros locais, com exposições permanentes com caráter de memorial nos antigos ateliers/residências dos artistas Pavel Korin, Anna Golubkina, Viktor Vasnetsov e Apollinari Vasnetsov.

## Galeria

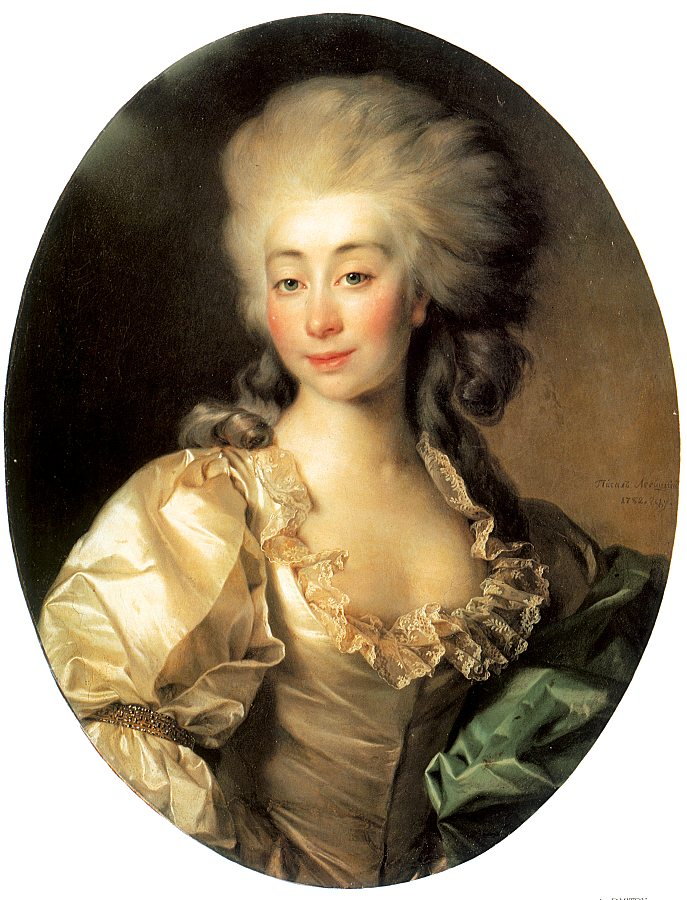
Levitzky: Retrato da Duquesa Ursula Mniszek, 1782
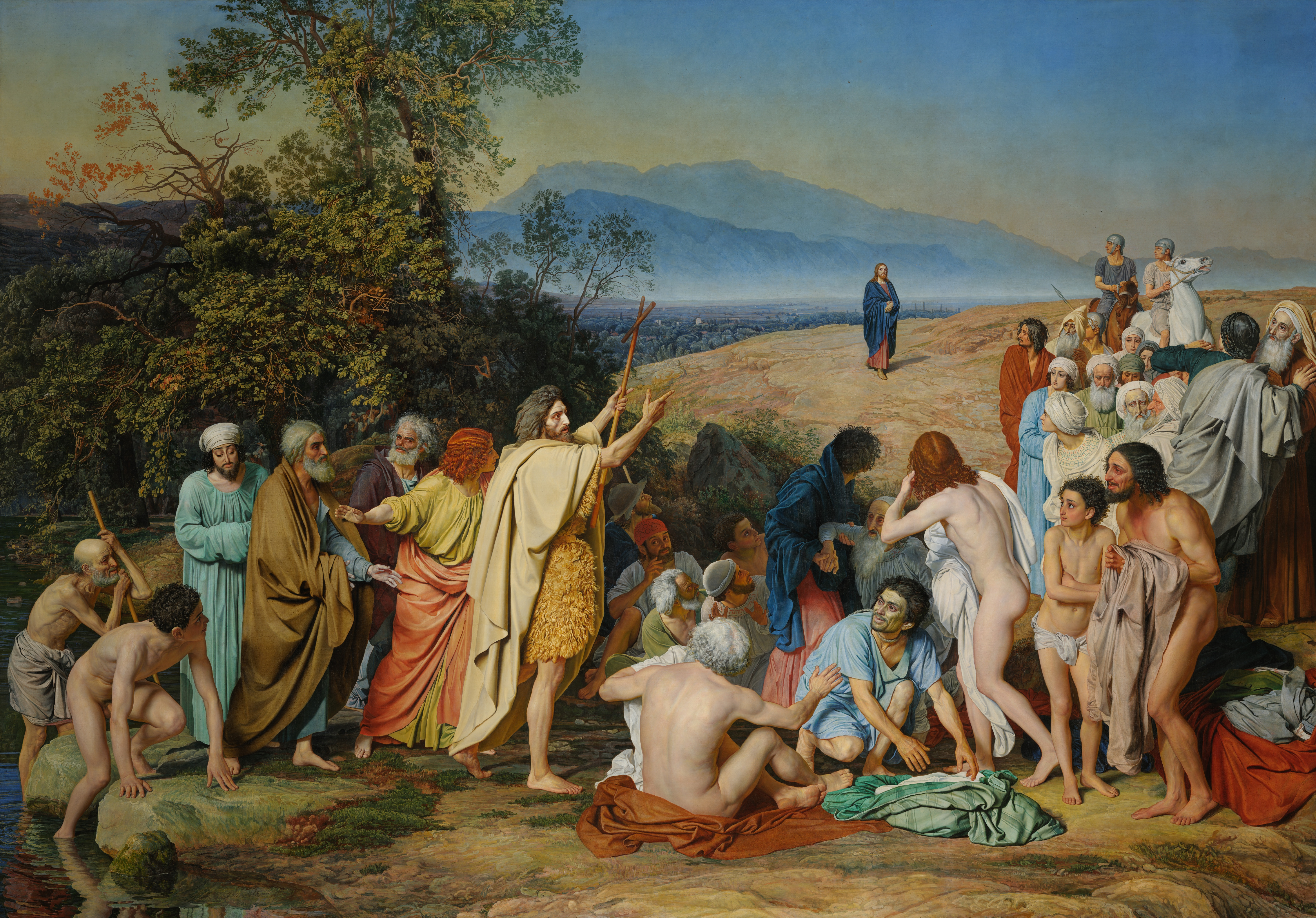
Ivanov: Aparecimento de Cristo entre o povo, 1837-57
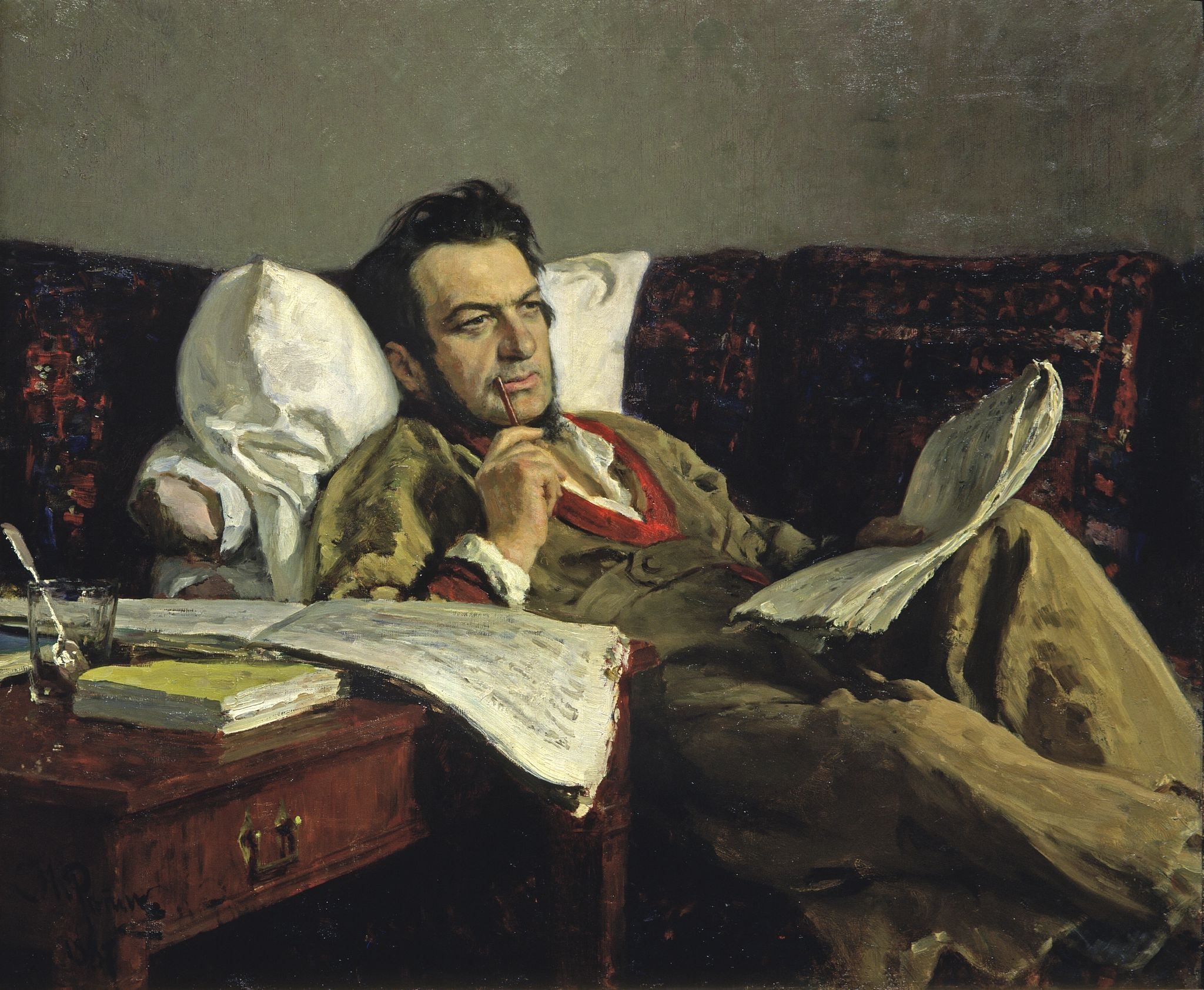
Repin: Retrato de Mikhail Glinka, 1887
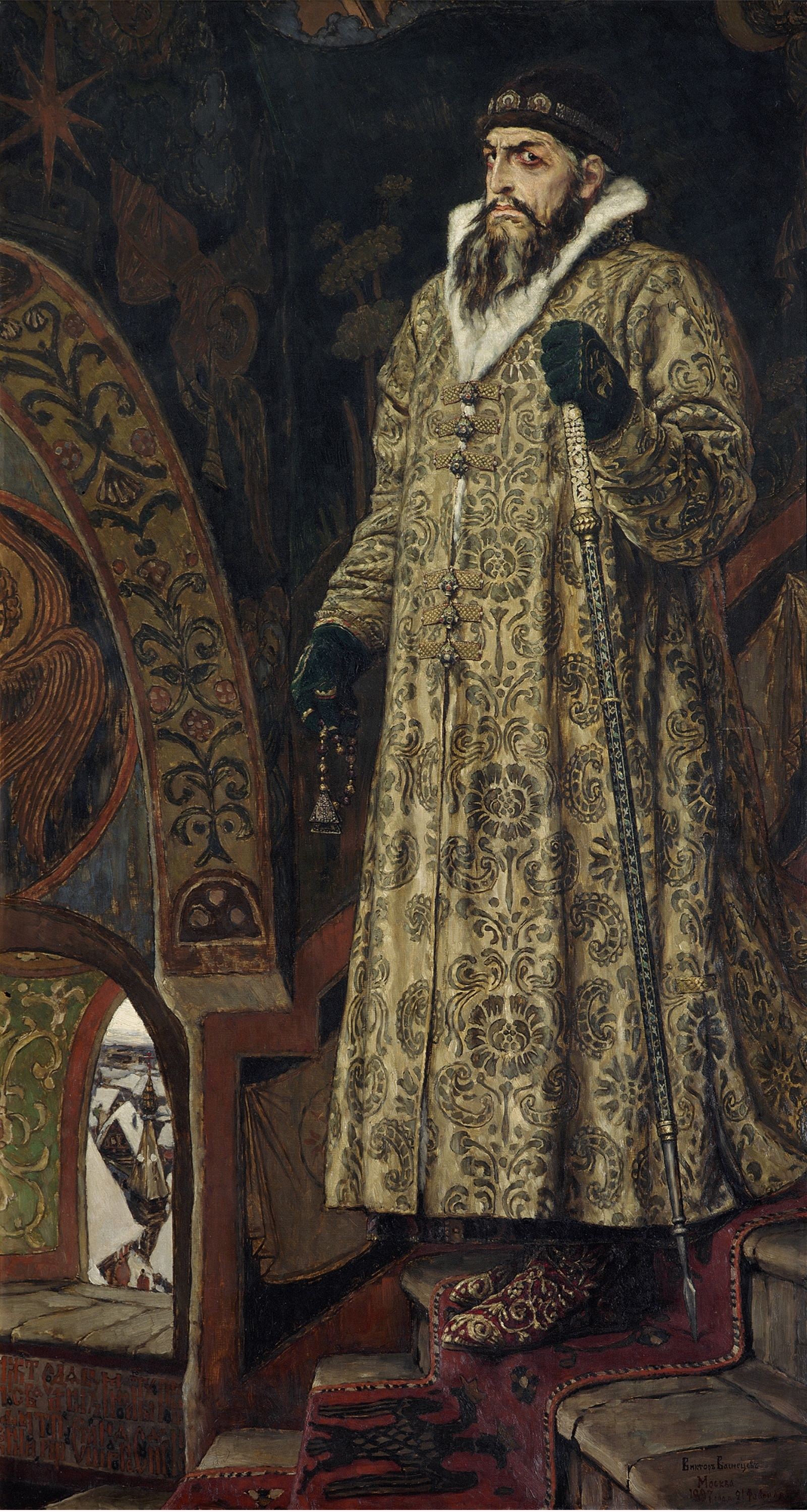
Vasnetsov: Retrato de Ivan, o Terrível, 1848